# Mothercare
Mothercare (LSE: MTC) — торговая компания, которая специализируется на реализации товаров для будущих мам и детей от 0 до 10 лет. Основана в 1961 году, главный офис — в городе Уотфорд, Великобритания. По данным на 1 августа 2015 года, торговая марка Mothercare представлена 1200 магазинами в 61 стране мира. Акции Mothercare торгуются на Лондонской фондовой бирже и включены в индекс FTSE SmallCap Index.

## История
Компания Mothercare была основана в 1961 году Селимом Зилкхой и Джеймсом Голдсмитом. Первый магазин Mothercare был открыт в этом же году был в Суррее. В 1962 году компания начала доставлять товары по почте.
Изначально магазины Mothercare специализировались на продаже колясок, мебели для детских комнат и товаров для будущих матерей. Однако в дальнейшем компания расширила ассортимент одеждой и другими товарами для детей.
Компания провела IPO на Лондонской фондовой бирже в 1972 году. В 1982 году Mothercare объединилась с ритейл-сетью Habitat, сформировав предприятие Habitat Mothercare plc.
С 1984 года Mothercare начала международную экспансию через договоры о франшизе с партнерами в ряде стран мира. В 1986 году Mothercare объединилась с British Home Stores plс, сформировав холдинг Storehouse plc. В январе 1996 года компания приобрела сеть Children’s World и провела ребрендинг её магазинов, переименовав их в Mothercare World.
В 2000 году Mothercare продала магазины Bhs бизнесмену Филипу Грину. С 2000 года Mothercare стал основным брендом объединенной компании, а сам холдинг был переименован из Storehouse в Mothercare plc.
В июне 2007 года Mothercare приобретает компанию Chelsea Stores Holdings Limited, которая владела брендом Early Learning Centre за 85 миллионов фунтов стерлингов.
В октябре 2007 года Mothercare совместно с Fleming Media запустила Gurgle, социальную сеть для будущих мам и молодых родителей. В ноябре 2009 года Mothercare выкупила оставшиеся 50 % Gurgle, которыми она не владела.
В июле 2010 года Mothercare приобрела торговую марку и бренд конкурента Blooming Marvellous.
В мае 2011 года Mothercare начала масштабную реструктуризацию своей розничной сети. В результате ряд магазинов ELC, число которых не раскрывается, были перенесены в находящиеся рядом магазины Mothercare для сокращения расходов.

### Mothercare в России
ФАС согласовала ходатайство дистрибьютора «Джамилько» о покупке компании «Монэкс Трейдинг», которая управляет магазинами под брендами Mothercare, Victoria’s Secret и другими.

## Операции и Сервисы
Mothercare ведёт продажи через собственные розничные магазины в Великобритании, онлайн-магазины и каталоги, а также через франшизы в Европе, Африке, на Ближнем и Дальнем Востоке. Розничная сеть под брендом Mothercare насчитывает свыше 1200 магазинов в 61 стране мира.

## Головной офис
Головной офис компании располагается в Уотфорде, Великобритания, по адресу Cherry Tree Road, Watford, Hertfordshire, WD24 6SH.

## Руководство
С июля 2014 года, генеральным директором Mothercare является Марк Ньютон-Джонс. Совет директоров Mothercare plc с августа 2011 года возглавляет Алан Паркер.